# Lilieci (okręg Bacău)
Lilieci – wieś w Rumunii, w okręgu Bacău, w gminie Hemeiuș. W 2011 roku liczyła 2483 mieszkańców.